# الطائر المجروح
الطائر المجروح (بالإسبانية: La Piloto)‏ هو مسلسل تلفزيوني درامي عن الجريمة باللغة الإسبانية. القصة تستند إلى أحداث واقعية بدأ عرضها على قناة البث الأمريكية يونيفزيون في 7 مارس 2017، واختتمت على قناة البث المكسيكية قناة النجوم في 7 أكتوبر 2018.

## قصة المسلسل

### الموسم الأول
يحكي قصة يولاندا كادينا، التي تحلم بإن تصبح طيارة، ولكن ينتهي بها الأمر بنقل المخدرات عبر المكسيك وكولومبيا وأمريكا الوسطى. جون لوسيو، خطيبها ومعلم الطيران السابق، يخدعها ليتجنب الدخول إلى السجن. إن عطش يولاندا للانتقام يحفزها في النهاية على السعي للسيطرة على تجارة المخدرات.

### الموسم الثاني
حققت يولاندا أحلامها وسعادتها مع عائلتها وأصدقائها. بعد أربع سنوات من تبرئتها وقبولها في برنامج الشهود المحمي، حققت يولاندا حلمها في أن تصبح طيارًا كقائد لشركة الطيران الأمريكية US-FLY. الآن، تريد أن تكون أمًا وزوجة مثالية؛ على وشك الزواج وتبني آرلي ابن أماندا. يبدو أن كل شيء يسير على ما يرام، ولكن هناك أعداء من الماضي. إنهم لا يغفرون، يعودون لتسوية الديون وتعطيل حياتهم السلمية مرة أخرى.

## الحلقات
تم عرض مسلسل الطائر المجروح لأول مرة في 7 مارس 2017. في 29 يونيو 2017، أكد المنتج بيلي روفزار أن السلسلة سيتم تجديدها للموسم الثاني ليتم إصداره في 18 يونيو 2018 على قناة النجوم.
| الموسم | الحلقات | الحلقات | الأصلي        | الأصلي        |
| الموسم | الحلقات | الحلقات | الأول         | الأخير        |
| ------ | ------- | ------- | ------------- | ------------- |
| 1      | 80      | 80      | 7 مارس 2017   | 26 يونيو 2017 |
| 2      | 82      | 82      | 18 يونيو 2018 | 7 أكتوبر 2018 |

## روابط خارجية
- الطائر المجروح على موقع IMDb (الإنجليزية)
- الطائر المجروح على موقع كينوبويسك (الروسية)
- الطائر المجروح على موقع قاعدة بيانات الفيلم (الإنجليزية)